# 双方向解説・そこが知りたい!
双方向解説・そこが知りたい!（そうほうこうかいせつ・そこがしりたい）はNHK総合テレビジョンで不定期に放送される解説・討論会番組である。

## 概要
元々、2006年末にこの原点となる「夜どおしナマ解説 どう読む2007年の日本と世界」と題した、NHK史上初の「オールナイトニュース解説会」を開催したことが好評だったため、2007年に続編「真夏の夜のナマ解説 どう読む転換期の日本」（8月）、「双方向・夜どおしナマ解説 どう読む激動の2008年」（12月）を実施。これをさらに発展させて2009年から主に祝日、あるいは普段地域情報番組に充てる土曜日の午前中に2 - 3時間にわたって行われることになった。
番組ではNHK解説委員の大部分（総合司会は解説委員長）が出演（その他、視聴者から寄せられた意見を紹介するサブキャスターとして女性アナウンサーも1人入る）し、 その時々の時事問題について、視聴者から寄せられたファックス・Eメール・ツイッターでの意見・質問を交えて鋭く分析し、その課題をどのように解決するかを視聴者と一体になって大々的に討議する。また毎年12月には深夜に5時間以上にわたるオールナイト解説を実施する。その年の1年間のニュースを振り返りながら、来る年の課題について、時間ごとにジャンル別で考える大々的な討論会となる。
なおこの体裁は2013年度から「解説スタジアム」として、やはり不定期で祝日や土曜日の午前中を中心に放送されるものに踏襲される。

## テーマ音楽
- 小倉昌浩

## 関連番組
- 大人ドリル（NHK総合テレビジョン）
この番組もその日取り上げる専門分野のNHK解説委員が数名出演しており、解説委員の活発な意見交換がなされる。